# 藤本萬梨乃
藤本万梨乃（日语：／ Fujimoto Marino ?，1995年10月30日—）是富士電視台的女性播报员。

## 经历
毕业于福岡雙葉高等学校，复读了一年才考入东京大学理科二類。毕业于東京大学医学部健康综合科学科。
学生時代曾任《Non-no》时尚杂志的读者模特，也曾在AbemaTV新闻和BS朝日担任过学生新闻主播。
2019年4月作为主播进入富士電視台工作。同期入社的还有堀池亮介。

## 人物
- 大学入试中心试验成绩为775分（900分满分）[2]。
- 在准备考试的时候，平日在课外学习5-6个小时（在复读时每天学习10个小时）。最极端的是凌晨0点到3点睡觉，醒来后一直学习到早上6点。8点到22点上学（每天学习17小时）持续2周[2]。
- 大学4年后曾在英国留学一个月[6]。
- 考取了日本漢字能力檢定2級、实用英語技能检定2級、日本語检定2級证书[7]。
- 爱好是芭蕾、舞蹈、半身浴[7]。
- “如果没有入选播报员，就会去读公共卫生专业的研究生”[7]。